# Phoridpur
Phoridpur (beng. ফরিদপুর; ang. Faridpur) – miasto w środkowym Bangladeszu, w prowincji Dhaka, nad rzeką Kumar. W 2001 roku liczyło 101 tys. mieszkańców. Jest Ośrodkiem przemysłowym i stolicą dystryktu o tej samej nazwie.